# Triacanthagyna satyrus
Triacanthagyna satyrus là loài chuồn chuồn trong họ Aeshnidae. Loài này được Martin mô tả khoa học đầu tiên năm 1909.